# 얼룩투코투코
얼룩투코투코(Ctenomys latro)는 투코투코과에 속하는 설치류의 일종이다. 아르헨티나의 토착종이다. 자연 서식지는 아열대 또는 열대 기후 지역의 건조 저지대 초원이다.

## 특징
몸통 길이는 16.1~17.2cm이다. 작거나 중간 크기의 투코투코류이다. 등과 몸, 머리는 모래빛 갈색이고 머리 윗부분과 얼굴은 짙은 갈색을 띤다. 배 쪽은 좀더 밝은 모래빛을 띠고 목은 희다. 꼬리 윗면은 짙은 갈색이지만 옆 면과 아랫면은 밝은 모래빛 갈색이다. 핵형은 2n=40 또는 42, FN=44이다.

## 생태
습성에 대해 거의 알려져 있지 않다. 다른 투코투코류처럼 주로 여러 갈래의 굴로 이루어진 땅 속에서 서식하고 먹이는 식물이다. 차코 지역 서식지는 건조한 토양의 앞이 트인 건조림이다. 길 가에 자주 나타난다.

## 분포
아르헨티나 북서부 지역에 제한적으로 분포하며 투쿠만주에서만 발견된다. 해발 600m와 1,100m 사이에서 서식한다.